# 长井阳菜
長井陽菜（日语：／ Nagai Hina */?，2003年4月7日—），日本女歌手，現為Cube娛樂旗下六人女子音乐组合LIGHTSUM成員之一，官方定位為副唱。

## 活動發展

### 出道前
曾於日本東京的K-Pop舞蹈學校MARU Dance Studio訓練。

### 團體出道
2021年4月22日，長井陽菜被公開為Cube娛樂即將推出之女子組合LIGHTSUM的成員之一。
2021年6月10日，隨LIGHTSUM以單曲《Vanilla》出道。
2021年10月13日，隨LIGHTSUM以專輯《Light a wish》回歸，主打歌為 《Vivace》。